# Sophie Bryant
Sophie Willock Byrant (Sandymount, 15 febbraio 1850 – Chamonix, 29 agosto 1922) è stata una matematica, educatrice e attivista irlandese.

## Biografia
Suo padre era il reverendo William Willock, fellow e tutore presso il Trinity College di Dublino, ricevette un'educazione prettamente domestica ma di alto livello, avendo come precettore suo padre, e governanti di lingua materna francese e tedesco. Ancora adolescente si trasferì a Londra quando suo padre venne nominato Professore di Geometria, presso l'Università di Londra nel 1863, e proseguì gli studi presso il Bedford College. All'età di 19 anni sposò William Hicks Bryant, un chirurgo, di dieci anni più grande che morì di cirrosi appena un anno dopo.

Nel 1875 divenne insegnante e venne invitata dall'educatrice Frances Mary Buss ad unirsi al gruppo di lavoro della scuola indipendente North London Collegiate School nella quale restò in servizio nel 1918. Quando l'Università di Londra aprì il primo corso per donne nel 1878 divenne una delle prime donne ad ottenere nel First Class Honours in Mental and Moral Sciences insieme al diploma in matematica nel 1881 e tre anni dopo ottenne fu la prima donna a ottenere il titolo di Doctor of Science. Nel 1882 fu la terza donna ad ottenere la nomina alla London Mathematical Society, pubblicando il suo primo articolo per conto della Società nel 1884.

Insieme con Charles Smith, pubblicò l'edizione inglese degli Elementi di Geometria di Euclide ad uso delle scuole, i primi due libri vennero pubblicati nel 1897, il III ed il IV nel 1897 ed il V fino al IX nel 1901. Fu una figura pionieristica nel campo dell'educazione femminile e fu una delle prime tre donne a ricevere un incarico in una Commissione Reale. Tra il 1894 ed il 1895 fece parte della Commissione Bryce sull'educazione secondaria. Fu una delle tre donne ad essere nominate al Senato Accademico dell'Università di Londra.

Interessata anche alla politica irlandese, scrisse opere di storia irlandese e di diritto, come Celtic Ireland (1889) e The Genius of the Gael (1913), manifestando un fervente spirito nazionalistico di fede protestante. Fu Presidente della National Literary Society nel 1914, società fondata da William Butler Yeats. Promosse il movimento per il suffragio femminile.

Grande amante delle attività fisiche e sportive, pratica la corsa, il ciclismo, il nuoto e scalò due volte il Monte Cervino, morì in un incidente nelle Alpi nel 1922.